# I. e. 86
Évszázadok: i. e. 2. század – i. e. 1. század – 1. század
Évtizedek: i. e. 130-as évek – i. e. 120-as évek – i. e. 110-es évek – i. e. 100-as évek – i. e. 90-es évek – i. e. 80-as évek – i. e. 70-es évek – i. e. 60-as évek – i. e. 50-es évek – i. e. 40-es évek – i. e. 30-as évek
Évek: i. e. 91 – i. e. 90 – i. e. 89 – i. e. 88 –  i. e. 87 – i. e. 86 – i. e. 85 – i. e. 84 – i. e. 83 – i. e. 82 – i. e. 81

## Események

### Róma
- Caius Marius választás nélkül consullá nyilvánítja magát (hetedszer) és Lucius Cornelius Cinnát (másodszor) veszi maga mellé tiszttársául. Az idős Marius 17 nappal később meghal, helyét Lucius Valerius Flaccus veszi át.
- Flaccus a Lex Valeria de aere alieno törvénnyel elengedi az adósságok háromnegyedét. Az itáliai szövetségesháború után a birtokelkobzások után a föld értéke lecsökkent és hitelválság alakult ki. A törvénnyel azt akarták biztosítani, hogy az adósságok legalább egy része megfizethető legyen.
- Lucius Marcius Philippus és Marcus Perperna censorok 463 ezer római polgárt számlálnak össze.
- Flaccust két légióval keletre küldik, hogy a Mithridatész elleni háborúban felváltsa Sullát. A tengeren való átkelésnél viharba keverednek, majd Mithridatész flottája tépázza meg a hajókat. Flaccus Trákia és a Hellészpontosz felé indul, de legatusa, Caius Flavius Fimbria kikezdi a tekintélyét, végül nyíltan fellázad ellene.
- Sulla öt hónapos ostrom után elfoglalja és kifosztja Athént, a lakosság jelentős részét lemészárolják.
- Sulla az chaeroneai csatában legyőzi Mithridatész hadvezérét, Arkhelaoszt.

## Születések
- Caius Sallustius Crispus, római történetíró

## Halálozások
- január 13.:  Caius Marius, római hadvezér és államférfi
- Arisztión, görög filozófus, Athén türannosza
- Sze-ma Csien, kínai történetíró

## Fordítás
- Ez a szócikk részben vagy egészben  a(z)   86 av. J.-C. című francia Wikipédia-szócikk ezen változatának fordításán alapul.  Az eredeti cikk szerkesztőit annak laptörténete sorolja fel. Ez a jelzés csupán a megfogalmazás eredetét és a szerzői jogokat jelzi, nem szolgál a cikkben szereplő információk forrásmegjelöléseként.